# Momoko Kōchi
Momoko Kōchi (河内 桃子 Kōchi Momoko) (n. 7 martie 1932, Taitō, Tōkyō, Japonia – d. 5 noiembrie 1998, Shibuya, Tōkyō, Japonia) a fost o actriță japoneză.

## Filmografie
- 1954: Godzilla
- 1955: Monster Snowman
- 1957: The Mysterians
- 1995: Godzilla vs. Destoroyah